# Список дел Международного суда ООН

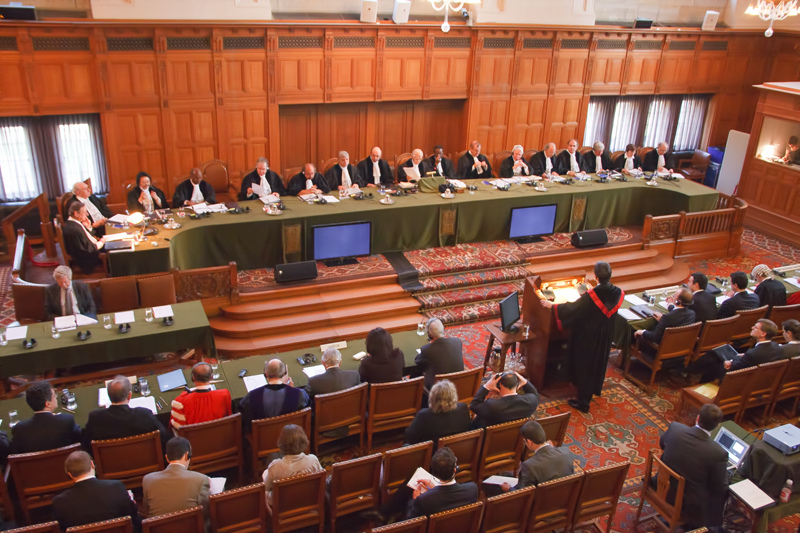
Заседание Международного Суда по делу о македонском вопросе (Республика Македония против Греции)

Список дел Международного суда ООН содержит судебную практику указанной международной организации, начиная с 1947 года по настоящее время, изложенную в хронологическом порядке.
Международный Суд был учреждён в рамках ООН в 1945 году в качестве органа для мирного разрешения споров, возникающих между государствами. Он осуществляет одновременно и судебную, и консультативную функции.
В картотеку дел суда включены решения, вынесенные при разрешении различных споров между государствами, а также консультативные заключения по юридическим вопросам, которые даются судом по просьбе международной организации либо её органа, в случае, если существует  неопределённость в понимании и разрешении какой-нибудь проблемной ситуации.
В настоящий список включены все дела, которые передавались государствами на рассмотрение в Международный Суд, в том числе и те, производство по которым были прекращены по инициативе самого государства-заявителя, а также прекращённые по причине отсутствия юрисдикции суда, отсутствия предмета спора либо основания обращения в суд, поскольку не были использованы иные способы разрешения спора на национальном уровне либо в соответствии с международным договором.
Все решения суда носят окончательный характер и обжалованию не подлежат. Однако, они могут быть пересмотрены по вновь открывшимся обстоятельствам. В случае неясности для государств-участников спора смысла отдельных пунктов судебного решения, Международный Суд, если сочтёт нужным, может дать их толкование.

## Спорные дела
Статус
 Находится в процессе рассмотрения
 Дело было прекращено по инициативе заявителя без рассмотрения вопроса по существу (снято с рассмотрения)
ОТ  — отказано в толковании решения суда

ОП  — отказано в пересмотре решения суда

Ю  — рассмотрение прекращено из-за отсутствия юрисдикции суда

П  — дело не рассмотрено из-за отсутствия предмета либо основания иска

ВД  — вступление государства в начатое дело
| Год  | Название дела | Стороны | Стороны | Стороны                               | Дата подачи заявления                                                           | Дата вынесения окончательного решения либо прекращения производства по делу |
| ---- | --- | --- | ------- | ------------------------------------- | ------------------------------------------------------------------------------- | --------------------------------------------------------------------------- |
| 1947 | Дело об инциденте в проливе Корфу | Великобритания | V.      | Албания                               | 22 мая 1947                                                                     | 9 апреля 1949                                                               |
| 1949 | Дело об убежище | Перу | V.      | Колумбия                              | 15 октября 1949                                                                 | 20 ноября 1950                                                              |
| 1949 | Дело об убежище | Перу | V.      | Колумбия                              | 20 ноября 1950 (запрос о толковании)                                            | 27 ноября 1950[ОТ]                                                          |
| 1949 | Дело по защите французских граждан и охраняемых лиц в Египте | Франция | V.      | Египет                                | 14 октября 1949                                                                 | Снято с рассмотрения 29 марта 1950                                          |
| 1949 | Дело о рыболовстве | Великобритания | V.      | Норвегия                              | 28 сентября 1949                                                                | 18 декабря 1951                                                             |
| 1950 | Дело Айя де ла Торре | Колумбия | V.      | Перу                                  | 13 декабря 1950                                                                 | 13 июня 1951                                                                |
| 1950 | Дело, касающееся прав граждан США в Марокко | Франция | V.      | США                                   | 28 октября 1950                                                                 | 27 августа 1952                                                             |
| 1951 | Дело Ноттебома | Лихтенштейн | V.      | Гватемала                             | 17 декабря 1951                                                                 | 6 апреля 1955                                                               |
| 1951 | Дело об островах Менкье и Экреус | Франция | V.      | Великобритания                        | 6 декабря 1951                                                                  | 17 ноября 1953                                                              |
| 1951 | Дело об англо-иранской нефтяной компании | Великобритания | V.      | Иран                                  | 26 мая 1951                                                                     | 22 июля 1952 [Ю]                                                            |
| 1951 | Дело Амбатьелоса | Греция | V.      | Великобритания                        | 9 апреля 1951                                                                   | 19 мая 1953                                                                 |
| 1953 | Дело о монетарном золоте, вывезенном из Рима в 1943 году | Италия | V.      | Франция · Великобритания · США        | 19 мая 1953                                                                     | 15 июня 1954 [Ю]                                                            |
| 1953 | Дело компании «Электресит де Бейрут» | Франция | V.      | Ливан                                 | 15 августа 1953                                                                 | Снято с рассмотрения 30 июля 1954                                           |
| 1954 | Лечение членов экипажей воздушных судов США в Венгрии | США | V.      | СССР · Венгрия                        | 3 марта 1954                                                                    | Снято с рассмотрения 15 июля 1954                                           |
| 1955 | Дело, касающееся права прохода через территорию Индии | Португалия | V.      | Индия                                 | 22 декабря 1955                                                                 | 12 апреля 1960                                                              |
| 1955 | Дело о некоторых норвежских займах | Франция | V.      | Норвегия                              | 6 июля 1955                                                                     | 6 июля 1957 [Ю]                                                             |
| 1955 | Дело о воздушном инциденте 7 октября 1952 года | США | V.      | СССР                                  | 6 июня 1955                                                                     | Снято с рассмотрения 15 марта 1956                                          |
| 1955 | Дело об Антарктиде | Великобритания | V.      | Аргентина · Чили                      | 4 мая 1955                                                                      | Снято с рассмотрения 17 марта 1956                                          |
| 1955 | Дело о воздушном инциденте 10 марта 1953 года | США | V.      | Чехословакия                          | 30 марта 1955                                                                   | Снято с рассмотрения 15 марта 1956                                          |
| 1957 | Дело о применении Конвенции 1902 года об опеке над несовершеннолетними | Нидерланды | V.      | Швеция                                | 10 июля 1957                                                                    | 28 ноября 1958                                                              |
| 1957 | Дело компании «Интерхандель» | Швейцария | V.      | США                                   | 2 октября 1957                                                                  | 21 марта 1959 [Ю]                                                           |
| 1957 | Дело о воздушном инциденте 27 июля 1955 года | Израиль | V.      | Болгария                              | 16 октября 1957                                                                 | 26 мая 1959 [Ю]                                                             |
| 1957 | Дело о воздушном инциденте 27 июля 1955 года | США | V.      | Болгария                              | 28 октября 1957                                                                 | Снято с рассмотрения 19 мая 1960                                            |
| 1957 | Дело о воздушном инциденте 27 июля 1955 года | Великобритания | V.      | Болгария                              | 22 ноября 1957                                                                  | Снято с рассмотрения 18 августа 1959                                        |
| 1957 | Дело, касающееся суверенитета над некоторыми приграничными землями | Бельгия | V.      | Нидерланды                            | 27 ноября 1957                                                                  | 20 июня 1959                                                                |
| 1958 | Дело, касающееся арбитражного решения, вынесенного Королём Испании 23 декабря 1906 года | Гондурас | V.      | Никарагуа                             | 1 июля 1958                                                                     | 18 ноября 1960                                                              |
| 1958 | Дело о воздушном инциденте 4 сентября 1954 года | США | V.      | СССР                                  | 23 августа 1958                                                                 | Снято с рассмотрения 9 декабря 1958                                         |
| 1959 | Дело компании «Сосьете Радио—Ориент» против портовых причалов и складов Бейрута | Франция | V.      | Ливан                                 | 13 февраля 1959                                                                 | Снято с рассмотрения 8 сентября 1960                                        |
| 1959 | Дело о воздушном инциденте 7 ноября 1954 года | США | V.      | СССР                                  | 7 июля 1959                                                                     | Снято с рассмотрения 7 октября 1959                                         |
| 1959 | Дело о храме Преах Вихеар | Камбоджа | V.      | Таиланд                               | 6 октября 1959                                                                  | 15 июня 1962                                                                |
| 1959 | Дело о храме Преах Вихеар | Камбоджа | V.      | Таиланд                               | 28 апреля 2011 (запрос о толковании)                                            | 11 ноября 2013                                                              |
| 1960 | Дело по Юго-Западной Африке | Эфиопия | V.      | ЮАР                                   | 4 ноября 1960                                                                   | 18 июля 1966                                                                |
| 1960 | Дело по Юго-Западной Африке | Либерия | V.      | ЮАР                                   | 4 ноября 1960                                                                   | 18 июля 1966                                                                |
| 1961 | Дело о Северном Камеруне | Камерун | V.      | Великобритания                        | 30 мая 1961                                                                     | 2 декабря 1963 [Ю]                                                          |
| 1962 | Дело компании «Барселона Трэкшн» | Бельгия | V.      | Испания                               | 19 июня 1962                                                                    | 5 февраля 1970                                                              |
| 1967 | Дело о континентальном шельфе Северного моря | ФРГ | V.      | Дания                                 | 20 февраля 1967                                                                 | 20 февраля 1969                                                             |
| 1967 | Дело о континентальном шельфе Северного моря | ФРГ | V.      | Нидерланды                            | 20 февраля 1967                                                                 | 20 февраля 1969                                                             |
| 1971 | Дело, касающееся опротестовании юрисдикции Совета ИКАО | Индия | V.      | Пакистан                              | 30 августа 1971                                                                 | 18 августа 1972                                                             |
| 1972 | Дело о юрисдикции над рыбными промыслами | Великобритания | V.      | Исландия                              | 14 апреля 1972                                                                  | 25 июля 1974                                                                |
| 1972 | Дело о юрисдикции над рыбными промыслами | ФРГ | V.      | Исландия                              | 5 июня 1972                                                                     | 25 июля 1974                                                                |
| 1973 | Дело об испытаниях ядерного оружия | Австралия | V.      | Франция                               | 9 мая 1973                                                                      | 20 декабря 1974[П]                                                          |
| 1973 | Дело об испытаниях ядерного оружия | Новая Зеландия | V.      | Франция                               | 9 мая 1973                                                                      | 20 декабря 1974[П]                                                          |
| 1973 | Дело о судебном процессе над пакистанскими военнопленными | Пакистан | V.      | Индия                                 | 11 мая 1973                                                                     | Снято с рассмотрения 15 декабря 1973                                        |
| 1976 | Дело о континентальном шельфе Эгейского моря | Греция | V.      | Турция                                | 10 августа 1976                                                                 | 19 декабря 1978[Ю]                                                          |
| 1978 | Дело о континентальном шельфе | Тунис | V.      | Ливия                                 | 1 декабря 1978                                                                  | 24 февраля 1981                                                             |
| 1978 | Дело о континентальном шельфе | Тунис | V.      | Ливия                                 | 27 июля 1984 (запрос о толковании и пересмотре решения)                         | 10 сентября 1985[ОП]                                                        |
| 1979 | Дело, касающееся дипломатического и консульского персонала США в Тегеране | США | V.      | Иран                                  | 29 ноября 1979                                                                  | 24 мая 1980                                                                 |
| 1981 | Дело о делимитации морской границы в районе залива Мэн | Канада | V.      | США                                   | 25 ноября 1981                                                                  | 12 октября 1984                                                             |
| 1982 | Дело о континентальном шельфе | Ливия | V.      | Мальта                                | 26 июля 1982                                                                    | 3 июня 1985                                                                 |
| 1983 | Дело, касающееся спора о границе | Буркина-Фасо | V.      | Мали                                  | 20 октября 1983                                                                 | 22 декабря 1986                                                             |
| 1984 | Дело о военной и военизированной деятельности в Никарагуа | Никарагуа | V.      | США                                   | 9 апреля 1984                                                                   | 27 июня 1986                                                                |
| 1986 | Дело о пограничных и трансграничных вооруженных действиях | Никарагуа | V.      | Гондурас                              | 28 июля 1986                                                                    | 20 декабря 1988                                                             |
| 1986 | Дело о пограничных и трансграничных вооруженных действиях | Никарагуа | V.      | Коста-Рика                            | 28 июля 1986                                                                    | Снято с рассмотрения 19 августа 1988                                        |
| 1986 | Дело, касающееся спора о сухопутной границе, границе между островам и морской границе | Сальвадор | V.      | Гондурас · Никарагуа[ВД]              | 11 декабря 1986                                                                 | 11 сентября 1992                                                            |
| 1986 | Дело, касающееся спора о сухопутной границе, границе между островам и морской границе | Сальвадор | V.      | Гондурас · Никарагуа[ВД]              | 10 сентября 2002 (запрос о пересмотре решения)                                  | 18 декабря 2003[ОП]                                                         |
| 1987 | Дело компании «Elettronica Sicula S.p.A. (ELSI)» | США | V.      | Италия                                | 6 февраля 1987                                                                  | 20 июля 1989                                                                |
| 1988 | Дело о делимитация морской границы в районе между Гренландией и Ян-Майен | Дания | V.      | Норвегия                              | 16 августа 1988                                                                 | 14 июня 1993                                                                |
| 1989 | Дело о воздушном инциденте 3 июля 1988 года | Иран | V.      | США                                   | 17 мая 1989                                                                     | Снято с рассмотрения 22 февраля 1996                                        |
| 1989 | Дело, касающееся некоторых районов залегания фосфатных руд в Науру | Науру | V.      | Австралия                             | 19 мая 1989                                                                     | 26 июня 1992                                                                |
| 1989 | Дело, касающееся решения арбитражного суда от 31 июля 1989 года | Гвинея-Бисау | V.      | Сенегал                               | 23 августа 1989                                                                 | 12 ноября 1991                                                              |
| 1990 | Дело, касающееся территориального спора | Ливия | V.      | Чад                                   | 31 августа 1990                                                                 | 3 февраля 1994                                                              |
| 1991 | Дело, касающееся Восточного Тимора | Португалия | V.      | Австралия                             | 22 февраля 1991                                                                 | 30 июня 1995[Ю]                                                             |
| 1991 | Дело, касающееся делимитации морской границы | Гвинея-Бисау | V.      | Сенегал                               | 12 марта 1991                                                                   | Снято с рассмотрения 8 ноября 1995                                          |
| 1991 | Дело о проходе через пролив Большой Бельт | Финляндия | V.      | Дания                                 | 17 мая 1991                                                                     | Снято с рассмотрения 10 сентября 1992                                       |
| 1991 | Дело, касающееся делимитации морской границы и территориальных вопросов между Катаром и Бахрейном | Катар | V.      | Бахрейн                               | 8 июля 1991                                                                     | 16 марта 2001                                                               |
| 1992 | Вопросы толкования и применения Монреальской конвенции 1971 года, возникшие в связи с воздушным инцидентом в Локерби | Ливия | V.      | Великобритания                        | 3 марта 1992                                                                    | Снято с рассмотрения 10 сентября 2003                                       |
| 1992 | Вопросы толкования и применения Монреальской конвенции 1971 года, возникшие в связи с воздушным инцидентом в Локерби | Ливия | V.      | США                                   | 3 марта 1992                                                                    | Снято с рассмотрения 10 сентября 2003                                       |
| 1992 | Дело о нефтяных платформах | Иран | V.      | США                                   | 2 ноября 1992                                                                   | 6 ноября 2003                                                               |
| 1993 | Дело, касающееся применения Конвенции о предупреждении преступления геноцида и наказании за него | Босния и Герцеговина | V.      | СР Югославия · ( Сербия и Черногория) | 20 марта 1993                                                                   | 26 февраля 2007                                                             |
| 1993 | Дело, касающееся применения Конвенции о предупреждении преступления геноцида и наказании за него | Босния и Герцеговина | V.      | СР Югославия · ( Сербия и Черногория) | 24 апреля 2001 (запрос о пересмотре решения от 11 июля 1996 года)               | 3 февраля 2003[ОП]                                                          |
| 1993 | Проект Габчиково — Надьмарош | Венгрия | V.      | Словакия                              | 2 июля 1993                                                                     | 25 сентября 1997 Рассмотрение дела возобновлено                             |
| 1994 | Сухопутная и морская граница между Камеруном и Нигерией | Камерун | V.      | Нигерия · Экваториальная Гвинея[ВД]   | 29 марта 1994                                                                   | 10 октября 2002                                                             |
| 1994 | Сухопутная и морская граница между Камеруном и Нигерией | Камерун | V.      | Нигерия · Экваториальная Гвинея[ВД]   | 28 октября 1998 (запрос о толковании)                                           | 25 марта 1999[ОТ]                                                           |
| 1995 | Дело, касающееся юрисдикции в отношении рыболовства | Испания | V.      | Канада                                | 28 марта 1995                                                                   | 4 декабря 1998[Ю]                                                           |
| 1995 | Запрос о рассмотрении ситуации в соответствии с пунктом 63 решения суда от 20 декабря 1974 года по делу об испытаниях ядерного оружия | Новая Зеландия | V.      | Франция                               | 21 августа 1995                                                                 | 22 сентября 1995                                                            |
| 1996 | Дело, касающееся острова Касикили/Седуду | Ботсвана | V.      | Намибия                               | 29 мая 1996                                                                     | 13 декабря 1999                                                             |
| 1998 | Дело, касающееся Венской конвенции о консульских сношениях | Парагвай | V.      | США                                   | 3 апреля 1998                                                                   | Снято с рассмотрения 10 ноября 1998                                         |
| 1998 | Дело о суверенитете над островами Палау-Лигитан и Палау-Сипадан | Индонезия | V.      | Малайзия                              | 2 ноября 1998                                                                   | 17 декабря 2002                                                             |
| 1998 | Дело, касающееся Амаду Садио Диалло | Гвинея | V.      | ДР Конго                              | 28 декабря 1998                                                                 | 30 ноября 2010                                                              |
| 1999 | Дело Лаграндов | Германия | V.      | США                                   | 2 марта 1999                                                                    | 27 июня 2001                                                                |
| 1999 | Дело о правомерности применения вооруженной силы | СР Югославия · ( Сербия и Черногория) | V.      | Бельгия                               | 29 апреля 1999                                                                  | 15 декабря 2004[Ю]                                                          |
| 1999 | Дело о правомерности применения вооруженной силы | СР Югославия · ( Сербия и Черногория) | V.      | Канада                                | 29 апреля 1999                                                                  | 15 декабря 2004[Ю]                                                          |
| 1999 | Дело о правомерности применения вооруженной силы | СР Югославия · ( Сербия и Черногория) | V.      | Франция                               | 29 апреля 1999                                                                  | 15 декабря 2004[Ю]                                                          |
| 1999 | Дело о правомерности применения вооруженной силы | СР Югославия · ( Сербия и Черногория) | V.      | Германия                              | 29 апреля 1999                                                                  | 15 декабря 2004[Ю]                                                          |
| 1999 | Дело о правомерности применения вооруженной силы | СР Югославия · ( Сербия и Черногория) | V.      | Италия                                | 29 апреля 1999                                                                  | 15 декабря 2004[Ю]                                                          |
| 1999 | Дело о правомерности применения вооруженной силы | СР Югославия · ( Сербия и Черногория) | V.      | Нидерланды                            | 29 апреля 1999                                                                  | 15 декабря 2004[Ю]                                                          |
| 1999 | Дело о правомерности применения вооруженной силы | СР Югославия · ( Сербия и Черногория) | V.      | Португалия                            | 29 апреля 1999                                                                  | 15 декабря 2004[Ю]                                                          |
| 1999 | Дело о правомерности применения вооруженной силы | СР Югославия | V.      | Испания                               | 29 апреля 1999                                                                  | Снято с рассмотрения 2 июня 1999                                            |
| 1999 | Дело о правомерности применения вооруженной силы | СР Югославия · ( Сербия и Черногория) | V.      | Великобритания                        | 29 апреля 1999                                                                  | 15 декабря 2004[Ю]                                                          |
| 1999 | Дело о правомерности применения вооруженной силы | СР Югославия | V.      | США                                   | 29 апреля 1999                                                                  | Снято с рассмотрения 2 июня 1999[Ю]                                         |
| 1999 | Вооруженные действия на территории Конго | ДР Конго | V.      | Бурунди                               | 23 июня 1999                                                                    | Снято с рассмотрения 30 января 2001                                         |
| 1999 | Вооруженные действия на территории Конго | ДР Конго | V.      | Уганда                                | 23 июня 1999                                                                    | 19 декабря 2005 9 февраля 2022                                              |
| 1999 | Вооруженные действия на территории Конго | ДР Конго | V.      | Руанда                                | 23 июня 1999                                                                    | Снято с рассмотрения 30 января 2001                                         |
| 1999 | Дело, касающееся применения Конвенции о предупреждении преступления геноцида и наказании за него (Хорватия—Сербия) | Хорватия | V.      | СР Югославия · ( Сербия)              | 2 июля 1999                                                                     | 3 февраля 2015                                                              |
| 1999 | Дело, касающееся воздушного инцидента 10 августа 1999 года | Пакистан | V.      | Индия                                 | 21 сентября 1999                                                                | 21 июня 2000[Ю]                                                             |
| 1999 | Территориальный и морской спор между Никарагуа и Гондурасом в Карибском море | Никарагуа | V.      | Гондурас                              | 8 декабря 1999                                                                  | 8 октября 2007                                                              |
| 2000 | Дело в отношении ордера на арест, выданного 11 апреля 2000 года | ДР Конго | V.      | Бельгия                               | 17 октября 2000                                                                 | 14 февраля 2002                                                             |
| 2001 | Дело, касающееся определенного имущества | Лихтенштейн | V.      | Германия                              | 1 июня 2001                                                                     | 10 февраля 2005[Ю]                                                          |
| 2001 | Территориальный и морской спор между Никарагуа и Колумбией | Никарагуа | V.      | Колумбия                              | 6 декабря 2001                                                                  | 19 ноября 2012                                                              |
| 2002 | Пограничный спор между Бенином и Нигером | Бенин | V.      | Нигер                                 | 3 мая 2002                                                                      | 12 июля 2005                                                                |
| 2002 | Вооруженные действия на территории Конго (новое заявление) | ДР Конго | V.      | Руанда                                | 28 мая 2002                                                                     | 3 февраля 2006[Ю]                                                           |
| 2003 | Дело, касающееся Авены и других мексиканских граждан | Мексика | V.      | США                                   | 9 января 2003                                                                   | 31 марта 2004                                                               |
| 2003 | Дело, касающееся Авены и других мексиканских граждан | Мексика | V.      | США                                   | 5 июня 2008 (запрос о толковании)                                               | 19 января 2009[ОТ]                                                          |
| 2003 | Дело о некоторых уголовно-процессуальных действиях во Франции | Республика Конго | V.      | Франция                               | 11 апреля 2003                                                                  | Снято с рассмотрения 16 ноября 2010                                         |
| 2003 | Дело, касающееся суверенитета над островами Педра-Бранка/Пулау-Бату-Путех, Мидл-Рокс и Саут-Ледж | Малайзия | V.      | Сингапур                              | 24 июля 2003                                                                    | 23 мая 2008                                                                 |
| 2003 | Дело, касающееся суверенитета над островами Педра-Бранка/Пулау-Бату-Путех, Мидл-Рокс и Саут-Ледж | Малайзия | V.      | Сингапур                              | 2 февраля 2017 (запрос о пересмотре решения) 30 июня 2017 (запрос о толковании) | Снято с рассмотрения 29 мая 2018                                            |
| 2004 | Делимитация морских границ в Чёрном море | Румыния | V.      | Украина                               | 16 сентября 2004                                                                | 3 февраля 2009                                                              |
| 2005 | Спор о судоходных и смежных правах | Коста-Рика | V.      | Никарагуа                             | 29 сентября 2005                                                                | 13 июля 2009                                                                |
| 2006 | Дело, касающееся статуса по отношению к государству пребывания дипломатического представителя при ООН | Доминика | V.      | Швейцария                             | 26 апреля 2006                                                                  | Снято с рассмотрения 9 июня 2006                                            |
| 2006 | Целлюлозные заводы на реке Уругвай | Аргентина | V.      | Уругвай                               | 4 мая 2006                                                                      | 20 апреля 2010                                                              |
| 2006 | Дело, касающееся определенных вопросов, связанных с взаимной помощью в уголовных делах | Джибути | V.      | Франция                               | 9 августа 2006                                                                  | 4 июня 2008                                                                 |
| 2008 | Морской спор между Перу и Чили | Перу | V.      | Чили                                  | 16 января 2008                                                                  | 27 января 2014                                                              |
| 2008 | Дело об авиараспылении гербицидов | Эквадор | V.      | Колумбия                              | 31 марта 2008                                                                   | 13 сентября 2013                                                            |
| 2008 | Дело, касающееся применения Международной конвенции о ликвидации всех форм расовой дискриминации | Грузия | V.      | Россия                                | 12 августа 2008                                                                 | 1 апреля 2011[Ю]                                                            |
| 2008 | Дело о применении временного соглашения от 13 сентября 1995 года | Северная Македония | V.      | Греция                                | 17 ноября 2008                                                                  | 5 декабря 2011                                                              |
| 2008 | Дело о юрисдикционных иммунитетах государства | Германия | V.      | Италия · Греция[ВД]                   | 23 декабря 2008                                                                 | 3 февраля 2012                                                              |
| 2009 | Вопросы, связанные с обязательством выдавать или осуществлять судебное преследование | Бельгия | V.      | Сенегал                               | 19 февраля 2009                                                                 | 20 июля 2012                                                                |
| 2009 | Некоторые вопросы, касающиеся дипломатических отношений | Гондурас | V.      | Бразилия                              | 28 октября 2009                                                                 | Снято с рассмотрения 12 мая 2010                                            |
| 2009 | Юрисдикция и принудительное исполнение судебных решений в отношении гражданских и коммерческих споров | Бельгия | V.      | Швейцария                             | 21 декабря 2009                                                                 | Снято с рассмотрения 5 апреля 2011                                          |
| 2010 | Дело о китобойном промысле в водах Антарктики | Австралия · Новая Зеландия[ВД] | V.      | Япония                                | 31 мая 2010                                                                     | 31 марта 2014                                                               |
| 2010 | Пограничный спор между Буркина-Фасо и Нигером | Буркина-Фасо | V.      | Нигер                                 | 21 июля 2010                                                                    | 16 апреля 2013                                                              |
| 2010 | Дело, касающееся определённых видов деятельности, осуществляемых Никарагуа в приграничных районах | Коста-Рика | V.      | Никарагуа                             | 18 ноября 2010                                                                  | 2 февраля 2018                                                              |
| 2011 | Дело о строительстве дороги в Коста-Рике вдоль реки Сан-Хуан | Никарагуа | V.      | Коста-Рика                            | 21 декабря 2011                                                                 | 16 декабря 2015                                                             |
| 2013 | Обязательство договориться о доступе к Тихому океану | Боливия | V.      | Чили                                  | 24 апреля 2013                                                                  | 1 октября 2018                                                              |
| 2013 | Вопрос о делимитации континентального шельфа между Никарагуа и Колумбией за пределами 200 морских миль от никарагуанского побережья | Никарагуа | V.      | Колумбия                              | 16 сентября 2013                                                                | 13 июля 2023                                                                |
| 2013 | Предполагаемые нарушения суверенных прав и морских пространств в Карибском море | Никарагуа | V.      | Колумбия                              | 26 ноября 2013                                                                  | 21 апреля 2022                                                              |
| 2013 | Вопросы, связанные с изъятием и удержанием некоторых документов и данных | Восточный Тимор | V.      | Австралия                             | 17 декабря 2013                                                                 | Снято с рассмотрения 12 июня 2015                                           |
| 2014 | Делимитация морских пространств в Карибском море и Тихом океане | Коста-Рика | V.      | Никарагуа                             | 25 февраля 2014                                                                 | 2 февраля 2018                                                              |
| 2014 | Обязательства, касающиеся переговоров, связанных с прекращением гонки ядерных вооружений и ядерным разоружением | Маршалловы Острова | V.      | Индия                                 | 24 апреля 2014                                                                  | 5 октября 2016[Ю]                                                           |
| 2014 | Обязательства, касающиеся переговоров, связанных с прекращением гонки ядерных вооружений и ядерным разоружением | Маршалловы Острова | V.      | Пакистан                              | 24 апреля 2014                                                                  | 5 октября 2016[Ю]                                                           |
| 2014 | Обязательства, касающиеся переговоров, связанных с прекращением гонки ядерных вооружений и ядерным разоружением | Маршалловы Острова | V.      | Великобритания                        | 24 апреля 2014                                                                  | 5 октября 2016[Ю]                                                           |
| 2014 | Делимитация морских пространств в Индийском океане | Сомали | V.      | Кения                                 | 28 августа 2014                                                                 | 12 октября 2021                                                             |
| 2016 | Спор о статусе и праве пользования водными ресурсами реки Силала | Чили | V.      | Боливия                               | 6 июня 2016                                                                     | 1 декабря 2022                                                              |
| 2016 | Дело, касающееся иммунитета от уголовной юрисдикции второго вице-президента Экваториальной Гвинеи, ответственного за оборону и безопасность государства, а также правового статуса здания, в котором находится посольство Экваториальной Гвинеи во Франции | Экваториальная Гвинея | V.      | Франция                               | 13 июня 2016                                                                    | 11 декабря 2020                                                             |
| 2016 | Дело, касающееся определённых иранских активов | Иран | V.      | США                                   | 14 июня 2016                                                                    | 30 марта 2023                                                               |
| 2017 | Территориальный спор о принадлежности участков границы в северной части острова Портиллос | Коста-Рика | V.      | Никарагуа                             | 16 января 2017                                                                  | 2 февраля 2018                                                              |
| 2017 | Дело, касающееся применения Международной конвенции о борьбе с финансированием терроризма и Международной конвенции о ликвидации всех форм расовой дискриминации                                                                                           | Украина | V.      | Россия                                | 17 января 2017                                                                  | 31 января 2024                                                              |
| 2017 | Дело о смертном приговоре, вынесенном в отношении Кульбушана Джадхавы | Индия | V.      | Пакистан                              | 8 мая 2017                                                                      | 17 июля 2019                                                                |
| 2018 | Спор об арбитражном вознаграждении от 3 октября 1899 года | Гайана | V.      | Венесуэла                             | 29 марта 2018                                                                   | —                                                                           |
| 2018 | Дело, касающееся применения Международной конвенции о ликвидации всех форм расовой дискриминации | Катар | V.      | ОАЭ                                   | 11 июня 2018                                                                    | 4 февраля 2021[Ю]                                                           |
| 2018 | Дело, касающееся опротестовании юрисдикции Совета ИКАО в соответствии со статьей 84 Конвенции о международной гражданской авиации | Бахрейн · Египет · Саудовская Аравия · ОАЭ | V.      | Катар                                 | 4 июля 2018                                                                     | 14 июля 2020                                                                |
| 2018 | Дело, касающееся опротестовании юрисдикции Совета ИКАО в соответствии со статьей II, раздела 2 Международного соглашения о транзитных перевозках 1944 года                                                                                                 | Бахрейн · Египет · ОАЭ | V.      | Катар                                 | 4 июля 2018                                                                     | 14 июля 2020                                                                |
| 2018 | Дело, касающееся нарушения Договора о дружбе 1955 года | Иран | V.      | США                                   | 16 июля 2018                                                                    | —                                                                           |
| 2018 | Дело, касающееся размещения посольства США в Иерусалиме | Палестина | V.      | США                                   | 28 сентября 2018                                                                | —                                                                           |
| 2019 | Территориальный и морской спор между Гватемалой и Белизом | Гватемала | V.      | Белиз                                 | 18 июня 2019                                                                    | —                                                                           |
| 2019 | Дело, касающееся применения Конвенции о предупреждении преступления геноцида и наказании за него | Гамбия · ( Канада, Дания, Франция, Германия, Нидерланды, Великобритания, Мальдивы)[ВД] | V.      | Мьянма                                | 11 ноября 2019                                                                  | —                                                                           |
| 2021 | Дело, касающееся разграничения территорий и морских пространств и суверенитета над островами | Габон | V.      | Экваториальная Гвинея                 | 5 марта 2021                                                                    | —                                                                           |
| 2021 | Дело, касающееся применения Международной конвенции о ликвидации всех форм расовой дискриминации (спор между Арменией и Азербайджаном) | Армения | V.      | Азербайджан                           | 16 сентября 2021                                                                | —                                                                           |
| 2021 | Дело, касающееся применения Международной конвенции о ликвидации всех форм расовой дискриминации | Азербайджан | V.      | Армения                               | 23 сентября 2021                                                                | —                                                                           |
| 2022 | Спор, касающийся применения Конвенции 1948 года о предупреждении преступления геноцида и наказании за него | Украина · ( Австралия, Австрия, Бельгия, Болгария, Канада, Хорватия, Кипр, Чехия, Дания, Эстония, Финляндия, Франция, Германия, Греция, Ирландия, Италия, Латвия, Лихтенштейн, Литва, Люксембург, Мальта, Нидерланды, Новая Зеландия, Норвегия, Польша, Португалия, Румыния, Словакия, Словения, Испания, Швеция, Великобритания)[ВД] | V.      | Россия                                | 26 февраля 2022                                                                 | —                                                                           |
| 2022 | Вопросы юрисдикционных иммунитетов государства и мер принуждения в отношении государственного имущества | Германия | V.      | Италия                                | 29 апреля 2022                                                                  | —                                                                           |
| 2022 | Запрос о возврате имущества, конфискованного в ходе уголовного разбирательства | Экваториальная Гвинея | V.      | Франция                               | 29 сентября 2022                                                                | —                                                                           |
| 2022 | Суверенитет над островами Саподилья-Кайес/Кайос-Сапотильос | Белиз | V.      | Гондурас                              | 16 ноября 2022                                                                  | —                                                                           |
| 2023 | Дело, касающееся применения Конвенции против пыток и других жестоких видов обращения и наказания | Канада · Нидерланды | V.      | Сирия                                 | 8 июня 2023                                                                     | —                                                                           |
| 2023 | Дело о предполагаемых нарушениях государственных иммунитетов | Иран | V.      | Канада                                | 27 июня 2023                                                                    | —                                                                           |
| 2023 | Дело, касающееся авиакатастрофы над Тегераном | Канада · Украина · Швеция · Великобритания | V.      | Иран                                  | 27 июня 2023                                                                    | —                                                                           |
| 2023 | Заявление ЮАР против Израиля о возможном геноциде в секторе Газа | ЮАР | V.      | Израиль                               | 27 июня 2023                                                                    | —                                                                           |
| 2024 | Предполагаемые нарушения некоторых международных обязательств в отношении оккупированной палестинской территории | Никарагуа | V.      | Германия                              | 1 марта 2024                                                                    | —                                                                           |
| 2024 | Дело о нападении на посольство Мексики в Эквадоре | Мексика | V.      | Эквадор                               | 11 апреля 2024                                                                  | —                                                                           |
| 2024 | Обвинения Эквадором Мексики в незаконном предоставлении убежища Хорхе Гласу | Эквадор | V.      | Мексика                               | 29 апреля 2024                                                                  | —                                                                           |

## Консультативные заключения
| Год  | Внесённый вопрос | Инициатор                                         | Дата обращения   | Дата вынесения заключения                    |
| ---- | --- | ------------------------------------------------- | ---------------- | -------------------------------------------- |
| 1947 | Условия приёма государства в члены ООН | Генеральная Ассамблея ООН                         | 12 декабря 1947  | 28 мая 1948                                  |
| 1948 | Возмещение за увечья, понесенные на службе в ООН | Генеральная Ассамблея ООН                         | 7 декабря 1948   | 11 апреля 1949                               |
| 1949 | Толкование мирных договоров с Болгарией, Венгрией и Румынией | Генеральная Ассамблея ООН                         | 4 ноября 1949    | 30 марта 1950 — 1 этап 18 июля 1950 — 2 этап |
| 1949 | Правомочность Генеральной Ассамблеи в отношении приёма государства в члены ООН | Генеральная Ассамблея ООН                         | 28 ноября 1949   | 3 марта 1950                                 |
| 1949 | Международный статус Юго-Западной Африки | Генеральная Ассамблея ООН                         | 27 декабря 1949  | 11 июля 1950                                 |
| 1950 | Оговорки к Конвенции о предупреждении геноцида и наказании за него | Генеральная Ассамблея ООН                         | 20 ноября 1950   | 28 мая 1951                                  |
| 1953 | Присуждение компенсации Административным трибуналом ООН | Генеральная Ассамблея ООН                         | 21 декабря 1953  | 13 июля 1954                                 |
| 1954 | Порядок голосования по вопросам, связанным с докладами и петициями, относящимися к территории Юго-Западной Африки                                                                 | Генеральная Ассамблея ООН                         | 6 декабря 1954   | 7 июня 1955                                  |
| 1955 | Решения Административного трибунала МОТ, касающиеся жалоб в отношении ЮНЕСКО | ЮНЕСКО                                            | 2 декабря 1955   | 23 октября 1956                              |
| 1955 | Допустимость заслушивания устных заявлений подателей петиций комитетом по Юго-Западной Африке                                                                                     | Генеральная Ассамблея ООН                         | 19 декабря 1955  | 1 июня 1956                                  |
| 1959 | Учреждение морского комитета по безопасности Межправительственной консультативной организации по морскому судоходству                                                             | Международная морская организация                 | 25 марта 1959    | 8 июня 1960                                  |
| 1961 | Определенные расходы ООН (пункт 2 статьи 17 Устава) | Генеральная Ассамблея ООН                         | 27 декабря 1961  | 20 июля 1962                                 |
| 1970 | Юридические последствия для государств, вызываемые продолжающимся присутствием Южной Африки в Намибии (Юго-Западная Африка) вопреки резолюции 276 (1970) Совета Безопасности      | Совет Безопасности ООН                            | 5 августа 1970   | 21 июня 1971                                 |
| 1972 | Заявление о пересмотре решения № 158 Административного трибунала ООН | Административный трибунал ООН                     | 3 июля 1972      | 12 июля 1973                                 |
| 1974 | Консультативное заключение по Западной Сахаре | Генеральная Ассамблея ООН                         | 21 декабря 1974  | 16 октября 1975                              |
| 1980 | Толкование Соглашения между ВОЗ и Египтом от 25 марта 1951 года | Всемирная организация здравоохранения             | 28 мая 1980      | 20 декабря 1980                              |
| 1981 | Заявление о пересмотре решения № 273 Административного трибунала ООН | Административный трибунал ООН                     | 21 июля 1981     | 20 июля 1982                                 |
| 1984 | Заявление о пересмотре решения № 333 Административного трибунала ООН | Административный трибунал ООН                     | 10 сентября 1984 | 27 мая 1987                                  |
| 1988 | Применимость обязательств приступать к процедуре арбитража в соответствии с разделом 21 Соглашения по вопросу о месторасположении центральных учреждений ООН от 26 июня 1947 года | Генеральная Ассамблея ООН                         | 7 марта 1988     | 26 апреля 1988                               |
| 1989 | Применимость статьи VI, раздела 22 Конвенции о привилегиях и иммунитетах ООН | ЭКОСОС                                            | 13 июня 1989     | 15 декабря 1989                              |
| 1993 | Законность применения государством ядерного оружия в вооруженном конфликте | Всемирная организация здравоохранения             | 3 сентября 1993  | 8 июля 1996                                  |
| 1995 | Законность угрозы ядерным оружием или его применения | Генеральная Ассамблея ООН                         | 6 января 1995    | 8 июля 1996                                  |
| 1998 | Спор, касающийся судебно-процессуального иммунитета Специального докладчика Комиссии по правам человека                                                                           | ЭКОСОС                                            | 10 августа 1998  | 29 апреля 1999                               |
| 2003 | Правовые последствия строительства стены на оккупированной Палестинской территории                                                                                                | Генеральная Ассамблея ООН                         | 10 декабря 2003  | 7 июля 2004                                  |
| 2008 | Соответствие одностороннего провозглашения независимости Косово нормам международного права                                                                                       | Генеральная Ассамблея ООН                         | 10 октября 2008  | 22 июля 2010                                 |
| 2010 | Решение № 2867 Административного трибунала МОТ по жалобе, поданной против Международного фонда сельскохозяйственного развития                                                     | Международный фонд сельскохозяйственного развития | 26 апреля 2010   | 1 февраля 2012                               |
| 2017 | Правовые последствия отделения архипелага Чагос от Маврикия в 1965 году | Генеральная Ассамблея ООН                         | 22 июня 2017     | 25 февраля 2019                              |
| 2023 | Правовые последствия, вытекающие из политики и практики Израиля на оккупированной палестинской территории, включая Восточный Иерусалим                                            | Генеральная Ассамблея ООН                         | 19 января 2023   | 19 июля 2024                                 |
| 2023 | Обязательства государств в отношении изменения климата | Генеральная Ассамблея ООН                         | 12 апреля 2023   | —                                            |
| 2023 | Право на забастовку в соответствии с Конвенцией МОТ № 87 | Генеральная Ассамблея ООН                         | 10 ноября 2023   | —                                            |

## Комментарии
1. ↑  В 2001 году Югославия обратилась в порядке статьи 61 Статута с заявлением о пересмотре решения по предварительным возражениям, вынесенного 11 июля 1996 года.
2. ↑  В 1998 году Словакия обратилась к Суду с просьбой вынести дополнительное решение Архивная копия от 24 сентября 2015 на Wayback Machine по делу. Письмом от 30 июня 2017 года правительство Словакии обратилось с просьбой к Международному суду официально зафиксировать прекращение производства по делу. В письме от 12 июля 2017 года Венгрия заявила, что не возражает против прекращения разбирательства о вынесении дополнительного решения. По состоянию на 2019 год дело продолжает числиться в картотеке суда в качестве рассматривающегося Архивная копия от 19 августа 2011 на Wayback Machine, при этом судебные заседания не проводятся и, соответственно, никаких окончательных решений до настоящего время не принято.
3. ↑  В 2005 году было вынесено решение без разрешения вопроса о размере компенсации (репараций), которая подлежит выплате Угандой Демократической Республике Конго как потерпевшей стороне. Поскольку страны в тот момент не смогли договориться между собой по этому вопросу, дело продолжало фактически рассматриваться Международным судом (См. подробнее:Рачков И.В. Решение Международного суда по делу о военной деятельности в ДРК (часть III) // Международное публичное и частное право. — 2009. — № 3. Архивировано 2 апреля 2015 года.). Окончательно спор разрешён между странами только в 2022 году.
4. ↑  После устных слушаний в апреле 2021 года Суд вынес своё решение по вопросу о возмещении ущерба 9 февраля 2022 года, присудив 225 млн. долларов США за ущерб гражданскому населению, 40 млн.долларов США за ущерб имуществу и 60 млн. долларов США за ущерб, причинённый природным ресурсам. Суд постановил, что общая сумма должна быть выплачена пятью ежегодными платежами по 65 млн. долларов США, начиная с 1 сентября 2022 года, и что в случае задержки платежа на любую просроченную сумму будут начисляться проценты после вынесения решения в размере 6 процентов со дня, следующего за днём, когда платеж должен был быть выплачен.
5. ↑  17 апреля 2013 года производство по настоящему делу объединено Архивная копия от 2 апреля 2015 на Wayback Machine в единое производство с «Делом, касающемся определённых видов деятельности, осуществляемых Никарагуа в приграничных районах (Коста-Рика против Никарагуа)».
6. ↑  2 февраля 2017 года производство по настоящему делу объединено Архивная копия от 16 августа 2018 на Wayback Machine в единое производство с территориальным спором о принадлежности участков границы в северной части острова Портиллос (Коста-Рика против Никарагуа).
7. ↑  Международный суд оставил вопрос об определении суммы компенсации в пользу Ирана для самостоятельного разрешения между спорящими странами, который должен быть решён ими в течение 24 месяцев с даты вынесения судебного решения. В случае, если страны не смогут договориться, то Суд возобновит рассмотрение дела по этому вопросу и сам примет решение о присуждении справедливой компенсации.